# Qutb al-Din al-Shirazi
Qotb al-Din Mahmoud b. Zia al-Din Mas'ud b. Mosleh Shirazi (en persa: قطب‌الدین محمود بن ضیاالدین مسعود بن مصلح شیرازی‎; Kazerun, Irán, octubre de 1236-Tabriz, Irán, 7 de febrero de 1311) fue un erudito y poeta persa del siglo XIII que hizo contribuciones a la astronomía, las matemáticas, la medicina, la física, la teoría musical, la filosofía y el sufismo.

## Biografía
Nació en Kazerun en octubre de 1236 en una familia con una tradición en el sufismo. Su padre, Zia 'al-Din Mas'ud Kazeruni era médico de profesión y también un sufí principal de la orden Kazeruni. Quṭb al-Din empezó a estudiar medicina con su padre, el cual practicaba y enseñaba medicina en el hospital Mozaffari de Shiraz.
Qutb al-Din perdió a su padre a los catorce años, reemplazándolo como oftalmólogo en el hospital de Shiraz. Al mismo tiempo, continuó con su educación, primero bajo la tutela de su tío Kamal al-Din Abu'l Khayr, y luego de Sharaf al-Din Zaki Bushkani y Shams al-Din Mohammad Kishi. Los tres eran maestros expertos del Canon de medicina (Qanun), del erudito persa Avicena, y de sus comentarios. En particular, leyó el comentario de Fakhr al-Din al-Razi sobre el Canon y Qutb al-Din planteó muchos temas propios. Esto le llevó a la decisión de escribir su propio comentario, donde resolvió muchas cuestiones en compañía de Nasir al-Din al-Tusi.
Dejó su profesión como médico diez años más tarde y comenzó a dedicar su tiempo a educarse bajo la guía de Nasir al-Din al-Tusi. Cuando Tusi, visir erudito del mongol Hulagu, estableció el observatorio de Maraghe, Qutb al-Din Shirazi se sintió atraído por la ciudad. Dejó Shiraz después de 1260 y estuvo en Maraghe alrededor de 1262. En Maraghe, Qutb al-din reanudó su educación con Tusi, con quien estudió el Al-isharat wa al-tanbihat de Avicena. Habló de las dificultades que tuvo con Nasir al-Din al-Tusi en la comprensión del primer libro del Canon de Medicina. Mientras trabajaba en el nuevo observatorio, estudió astronomía bajo su dirección. Uno de los proyectos científicos más importantes fue la finalización de las nuevas tablas astronómicas, las Tablas iljaníes (Zīj-i Īlkhānī). En su testamento (Wasiya), Tusi aconseja a su hijo Sil-a-Din que trabaje con Qutb al-Din en la finalización de estas tablas.
La estancia de Qutb-al-Din en Maraghe fue corta. Posteriormente, viajó a Jorasán en la compañía de Nasir al-Din al-Tusi donde se quedó para estudiar con Najm al-Din Katebi Qazvini en la ciudad de Jovayn y convertirse en su asistente. Algún tiempo después de 1268, viajó a Qazvín, Isfahán, Bagdad y más tarde a Konya en Anatolia. Este fue el momento en que el poeta persa Yalal ad-Din Muhammad Rumi ganaba fama allí y se sabe que Qutb al-Din también lo conoció. En Konya estudió el Jam'e al-Osul de Ibn Al-Athir con Sadr al-Din Qunawi. El gobernador de Konya, Mo'in al-Din Parvana, lo designó como juez de Sivas y Malatya. Fue durante este tiempo que compiló los libros Meftāḥ al-meftāh, Ekhtiārāt al-moẓaffariya, y su Comentario sobre Sakkāki. En el año 1282, fue enviado en nombre del ilkan Ahmed Tekuder a Sayf al-Din Qalawun, el soberano mameluco de Egipto. En su carta a Qalawun, el gobernante del Ilkanato menciona a Qutb al-Din como juez principal. Qutb al-Din durante este tiempo recogió varias críticas y comentarios sobre el Canon de Medicina de Avicena y los utilizó en su Comentario sobre el Kolliyat.
La última parte de la carrera activa de Qutb al-Din fue la dedicó a la enseñanza del Canon de Medicina y El libro de la curación de Avicena en Siria. Pronto lo deja para irse a Tabriz, donde pasará el resto de su vida. Allí muere el 7 de febrero de 1311. Fue enterrado en el cementerio del distrito Charandab de la ciudad.

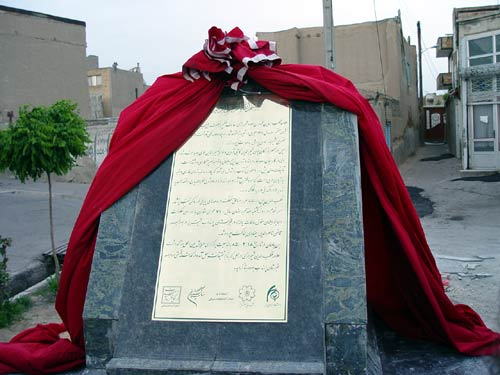
Tumba de Shirazi en Tabriz.

Shirazi identificó observaciones hechas por Avicena en el siglo XI y Avempace en el siglo XII como tránsitos de Venus y Mercurio. Sin embargo, Avempace no pudo haber observado un tránsito de Venus, ya que ninguno ocurrió en su vida.
Qutb al-Din tenía un insaciable deseo de aprender, lo que se evidencia en los veinticuatro años que pasó estudiando con los maestros de la época para escribir su Comentario sobre el Kolliyāt. Se distinguió por su amplia amplitud de conocimientos, un sentido del humor inteligente y generosidad indiscriminada. También fue un maestro de ajedrez y tocó el rebab, instrumento favorito del poeta Yalal ad-Din Muhammad Rumi.

## Obra

### Matemáticas
- Tarjoma-ye Taḥrir-e Oqlides, una obra sobre geometría en persa de quince capítulos que contiene principalmente la traducción de la obra de Nasir al-Din Tusi, completada en noviembre de 1282 y dedicada a Moʿin-al-Din Solaymān Parvāna.
- Risala fi Harkat al-Daraja, una obra de matemáticas.

### Astronomía y geografía
- Eḵtiārāt-e moẓaffari, un tratado sobre la astronomía en persa de cuatro capítulos y extraído de su otra obra Nehāyat al-edrāk. El trabajo fue dedicado a Mozaffar-al-Din Bulaq Arsalan.
- Fi ḥarakāt al-dahraja wa’l-nesba bayn al-mostawi wa’l-monḥani, escrito como un apéndice a Nehāyat al-edrāk.
- Nehāyat al-edrāk -El Límite del Logro concerniente al Conocimiento de los Cielos (Nehāyat al-edrāk fi dirayat al-aflak), completado en 1281, y el Royal Present (Al-Tuhfat al-Shahiya) completado en 1284. Ambos presentaron sus modelos para el movimiento planetario, mejorando los principios de Ptolomeo.[5] En su The Limit of Accomplishment concerning Knowledge of the Heavens, también discutió la posibilidad del heliocentrismo.[6]
- Ketāb faʿalta wa lā talom fi’l-hayʾa, una obra en árabe sobre astronomía, escrita para Aṣil-al-Din, hijo de Nasir al-Din Tusi.
- Šarḥ Taḏkera naṣiriya, sobre astronomía.
- Al-Tuḥfa al-šāhiya fi’l-hayʾa, un libro en árabe sobre astronomía, con cuatro capítulos, escrito para Moḥammad b. Ṣadr-al-Saʿid, conocido como Tāj-al-Eslām Amiršāh.
- Ḥall moškelāt al-Majesṭi, un libro de astronomía.

### Filosofía
- Dorrat al-tāj fi ḡorrat al-dabbāj. La obra más famosa de al-Shirazi es la Corona Perlada (Durrat al-taj li-ghurratt al-Dubaj), escrita en persa alrededor del año 1306 (705 AH). Es una obra enciclopédica sobre filosofía escrita para Rostam Dabbaj, el gobernante de la provincia iraní de Guilán. Incluye la visión filosófica de las ciencias naturales, la teología, la lógica, los asuntos públicos, la ética, el misticismo, la astronomía, las matemáticas, la aritmética y la música.
- Šarḥ Ḥekmat al-ešrāq Šayḵ Šehāb-al-Din Sohravardi, sobre la filosofía y el misticismo de Shahab al-Din Suhrawardi y su filosofía de la iluminación. En árabe.

### Medicina
- Al-Tuḥfat al-saʿdiyah, también llamado Nuzhat al-ḥukamāʾ wa rawżat al-aṭibbāʾ, sobre la medicina, un comentario completo en cinco volúmenes sobre el Kolliyāt del Canon de Medicina de Avicena escrito en árabe.
- Risāla fi’l-baraṣ, un tratado médico sobre la lepra en árabe.
- Risāla fi bayān al-ḥājat ila’l-ṭibb wa ādāb al-aṭibbāʾ wa waṣāyā-hum.

### Religión, sufismo, teología, derecho, lingüística y retórica y otras obras
- Al-Enteṣāf, una glosa en árabe sobre el comentario del Corán de Al-Zamakhshari.
- Fatḥ al-mannān fi tafsir al-Qorʾān, un comentario completo sobre el Corán en cuarenta volúmenes, escrito en árabe y también conocido con el título de Tafsir ʿallāmi.
- Ḥāšia bar Ḥekmat al-ʿayn, sobre teología; Un comentario de Ḥekmat al-ʿayn of Najm-al-Din ʿAli Dabirān Kātebi.
- Moškelāt al-eʿrāb, sobre sintaxis árabe.
- Moškelāt al-tafāsir or Moškelāt al-Qorʾān, sobre retórica.
- Meftāḥ al-meftāhá, un comentario sobre la tercera sección del Meftāḥ al-'olum, un libro sobre gramática y retórica árabe de Abu Ya'qub Seraj-al-Din Yusof Skkaki Khwarizmi.
- Šarḥ Moḵtaṣar al-oṣul Ebn Ḥājeb, un comentario sobre el Ebn Ḥājeb Montaha'l-so'āl wa'l-'amal fi'elmay al-oṣul wa'l-jadwal, un libro sobre las fuentes del derecho según la escuela de pensamiento Malikí.
- Sazāvār-e Efteḵā, Moḥammad-'Ali Modarres atribuye un libro por este título a Quṭb-al-Din, sin proporcionar ninguna información sobre su contenido.
- Tāj al-ʿolum, un libro que le atribuye Zerekli.
- al-Tabṣera. un libro que le atribuye Zerekli.
- Un libro sobre las etnias y la poesía, a Quṭb-al-Din también se le atribuye la autoría de un libro sobre ética en persa, escrito para Malek'Ezz-al-Din, el gobernante de Shiraz. También escribió poesía pero aparentemente no dejó ningún diván (libro de poemas).

Qutb al-Din fue también un sufí, perteneciente a una familia de sufíes en Shiraz. Es famoso por el comentario sobre el Hikmat al-ishraq de Suhrawardi, el trabajo más influyente de la filosofía iluminista islámica.